# Copa América 2016
Copa América 2016 – 45. edycja turnieju piłkarskiego Copa América rozgrywana w Stanach Zjednoczonych. Turniej zorganizowany został z okazji setnej rocznicy założenia konfederacji CONMEBOL oraz rozegrania pierwszego Copa America, w związku z czym w języku hiszpańskim jest też nazywany Copa América Centenario, co można tłumaczyć jako Copa América Stulecia. Po raz pierwszy w historii turniej odbył się poza granicami kontynentu południowoamerykańskiego.
Turniej miał charakter edycji specjalnej. Dzięki porozumieniu pomiędzy konfederacjami CONCACAF i CONMEBOL jego formuła została rozszerzona do 16 drużyn (zwykle jest to 12 drużyn) – 10 ze strefy CONMEBOL oraz 6 ze strefy CONCACAF. Zwycięzca turnieju nie otrzymał prawa gry w Pucharze Konfederacji, który odbył się w roku 2017 w Rosji.

## Planowanie turnieju
W lutym 2012 roku Prezydent CONCACAF – Alfredo Hawit jako pierwszy wspomniał o tym, że taki turniej może się odbyć w 2016 roku z okazji 100-lecia utworzenia konfederacji CONMEBOL. Ostatecznie turniej został potwierdzony przez CONMEBOL 24 października 2012 roku, natomiast ze strony CONCACAF 1 maja 2014 roku.
26 września 2014 roku FIFA wpisała turniej do oficjalnego kalendarza rozgrywek na rok 2016, w związku z czym wszystkie kluby mają obowiązek zwolnić piłkarzy powołanych na turniej.

### Wątpliwości dotyczące rozegrania turnieju
Rozegranie turnieju stanęło pod dużym znakiem zapytania kiedy aresztowano kilku wysoko postawionych działaczy piłkarskich w związku z aferą korupcyjną w FIFA. Kilka z zatrzymanych osób było powiązanych ze spółką posiadającą prawa do transmisji turnieju Datisa, która została założona jako partnerstwo trzech innych firm z rynku praw telewizyjnych: Full Play, Torneos i Traffic Sports. W grudniu 2014 roku właściciel i założyciel Traffic Sports – Brazylijczyk José Hawilla został uznany winnym "korupcji, haraczów, defraudacji oraz prania brudnych pieniędzy". W akcie oskarżenia FBI stwierdziło, że działacze piłkarscy mieli otrzymać nawet 20 milionów dolarów amerykańskich łapówek w związku z organizacją turnieju. Po tym wszystkim konta Datisy zostały zablokowane, zanim federacje CONMEBOL i CONCACAF otrzymały wszystkie należne im z kontraktu pieniądze, co było główną przyczyną wątpliwości co do rozegrania turnieju w terminie.
21 października 2015 roku CONCACAF ogłosiło, że zerwało wszystkie umowy z Datisą. Dwa dni później zarówno CONCACAF, CONMEBOL jak i federacja piłkarska Stanów Zjednoczonych potwierdziły, że turniej odbędzie się planowo, a nowo wybrany komitet organizacyjny ma znaleźć nowego dystrybutora praw telewizyjnych, który zostanie wybrany w "przejrzystym procesie wyboru".

## Wybór gospodarza
Prezydent Ekwadorskiego Związku Piłki Nożnej – Luis Chiriboga stwierdził, że przynajmniej jedna część turnieju powinna odbyć się w Meksyku bądź Stanach Zjednoczonych. Prezydent CONCACAF – Hawit, optował za rozegraniem turnieju w USA z powodów finansowych, jak sam stwierdził "rynek jest w Stanach Zjednoczonych, stadiony są w Stanach Zjednoczonych, ludzie są w Stanach Zjednoczonych. Badania jakie przeprowadziliśmy jasno pokazały, że wszystko jest w Stanach Zjednoczonych." 1 maja 2014 roku ostatecznie ogłoszono, że turniej odbędzie się w USA w dniach od 3 do 26 czerwca 2016 roku.

## Stadiony
8 stycznia 2015 zaprezentowane zostały 24 miasta, które były zainteresowane goszczeniem mistrzostw. Każdy zgłoszony stadion musiał mieć pojemność przynajmniej 50 tysięcy. Ostateczna lista stadionów miała zostać ogłoszona w maju 2015 roku. Ze względu jednak na zawirowania związane z organizacją turnieju, podjętą decyzję ogłoszono dopiero 19 listopada 2015. Turniej odbył się na 10 obiektach w 10 miastach.
| Pasadena (Los Angeles) | East Rutherford                                                                            | Houston                                                                                    | Filadelfia              |
| ---------------------- | ------------------------------------------------------------------------------------------ | ------------------------------------------------------------------------------------------ | ----------------------- |
| Rose Bowl              | MetLife Stadium                                                                            | NRG Stadium                                                                                | Lincoln Financial Field |
| Pojemność: 91 136      | Pojemność: 82 566                                                                          | Pojemność: 71 795                                                                          | Pojemność: 69 176       |
|                        |                                                                                            |                                                                                            |                         |
| Foxborough             | PasadenaEast RutherfordHoustonFiladelfiaFoxboroughSanta ClaraSeattleGlendaleChicagoOrlando | PasadenaEast RutherfordHoustonFiladelfiaFoxboroughSanta ClaraSeattleGlendaleChicagoOrlando | Santa Clara             |
| Gillette Stadium       | PasadenaEast RutherfordHoustonFiladelfiaFoxboroughSanta ClaraSeattleGlendaleChicagoOrlando | PasadenaEast RutherfordHoustonFiladelfiaFoxboroughSanta ClaraSeattleGlendaleChicagoOrlando | Levi’s Stadium          |
| Pojemność: 68 756      | PasadenaEast RutherfordHoustonFiladelfiaFoxboroughSanta ClaraSeattleGlendaleChicagoOrlando | PasadenaEast RutherfordHoustonFiladelfiaFoxboroughSanta ClaraSeattleGlendaleChicagoOrlando | Pojemność: 68 500       |
|                        | PasadenaEast RutherfordHoustonFiladelfiaFoxboroughSanta ClaraSeattleGlendaleChicagoOrlando | PasadenaEast RutherfordHoustonFiladelfiaFoxboroughSanta ClaraSeattleGlendaleChicagoOrlando |                         |
| Seattle                | Glendale                                                                                   | Chicago                                                                                    | Orlando                 |
| CenturyLink Field      | University of Phoenix Stadium                                                              | Soldier Field                                                                              | Citrus Bowl             |
| Pojemność: 67 000      | Pojemność: 63 400                                                                          | Pojemność: 61 500                                                                          | Pojemność: 60 219       |
|                        |                                                                                            |                                                                                            |                         |

## Uczestnicy
W turnieju udział brały wszystkie 10 reprezentacji ze strefy CONMEBOL oraz 6 reprezentacji ze strefy CONCACAF. Stany Zjednoczone oraz Meksyk zostały automatycznie zakwalifikowane. Kostaryka otrzymała prawo gry jako zwycięzca turnieju Copa Centroamericana, a Jamajka jako zwycięzca turnieju o Puchar Karaibów. Pozostałe dwa miejsca przypadły zwycięzcom barażów spośród drużyn, które zostały najwyżej sklasyfikowane podczas turnieju o Złoty Puchar CONCACAF 2015.
Początkowo baraże te miały odbyć się w formie dwumeczu w październiku 2015 roku. Później podjęto jednak decyzję, że będą to pojedyncze mecze rozegrane w dniu 8 stycznia w Panamie, która była najwyżej sklasyfikowaną drużyną Złotego Pucharu, której nie udało się wywalczyć kwalifikacji do Copa America. Drużyny zostały rozstawione według miejsc zajętych w Złotym Pucharze i zagrają według schematu: 1 vs 4 oraz 2 vs 3.
| 8 stycznia 2016 23:30 CET | Trynidad i Tobago | 0−1(0−0) | Haiti · Millien 86' | Estadio Rommel Fernández, Panama Widzów: 15696 Sędzia: David Gantar |
|                           |                   |          |                     |                                                                     |

| 9 stycznia 2016 02:30 CET | Panama · Gomez 3' · Tejada 17' (k.) · Cooper 52' · Pérez 89' | 4−0(2−0) | Kuba | Estadio Rommel Fernández, Panama Widzów: 15696 Sędzia: Fernando Guerrero |
|                           |                                                              |          |      |                                                                          |

| CONMEBOL (10 zespołów)                                                                                | CONCACAF (6 zespołów)                                               |
| --- | ------------------------------------------------------------------- |
| - Argentyna - Boliwia - Brazylia - Chile - Kolumbia - Ekwador - Paragwaj - Peru - Urugwaj - Wenezuela | - Stany Zjednoczone - Meksyk - Kostaryka - Jamajka - Haiti - Panama |

## System rozgrywek
Spotkania fazy grupowej rozgrywane są systemem "każdy z każdym". Dwa najlepsze zespoły z każdej grupy awansują do ćwierćfinałów. Od tego momentu mecze będą rozgrywane systemem pucharowym (tj. jeden mecz, przegrany odpada a zwycięzca przechodzi do kolejnej fazy).

## Koszyki
Losowanie fazy grupowej Copa America w Piłce Nożnej Mężczyzn 2016 odbyło się 22 stycznia 2016 roku o godz. 1:30 (Czasu środkowoeuropejskiego) w Nowym Jorku.
| Koszyk 1                                            | Koszyk 2                               | Koszyk 3                               | Koszyk 4                                |
| --------------------------------------------------- | -------------------------------------- | -------------------------------------- | --------------------------------------- |
| - Stany Zjednoczone - Brazylia - Meksyk - Argentyna | - Chile - Kolumbia - Ekwador - Urugwaj | - Kostaryka - Haiti - Jamajka - Panama | - Boliwia - Paragwaj - Peru - Wenezuela |

• Zespoły z pierwszego koszyka zostały automatycznie przydzielone do poszczególnych grup.

## Faza grupowa

### Grupa A
| Zespół            | Pkt | M | W | R | P | Br+ | Br− | +/− |
| ----------------- | --- | - | - | - | - | --- | --- | --- |
| Stany Zjednoczone | 6   | 3 | 2 | 0 | 1 | 5   | 2   | +3  |
| Kolumbia          | 6   | 3 | 2 | 0 | 1 | 6   | 4   | +2  |
| Kostaryka         | 4   | 3 | 1 | 1 | 1 | 3   | 6   | -3  |
| Paragwaj          | 1   | 3 | 0 | 1 | 2 | 1   | 3   | -2  |

| 4 czerwca 2016 3:30 CET | Stany Zjednoczone | 0−2(0−2) | Kolumbia · 8' Zapata · 42' (k) J.Rodríguez | Levi’s Stadium, Santa Clara Widzów: 67 439 Sędzia: Roberto García Orozco |
|                         |                   |          |                                            |                                                                          |

| 4 czerwca 2016 23:00 CET | Kostaryka | 0−0 | Paragwaj | Citrus Bowl, Orlando Widzów: 14 334 Sędzia: Patricio Loustau |
|                          |           |     |          |                                                              |

| 8 czerwca 2016 2:00 CET | Stany Zjednoczone · Dempsey 9' (k.) · Jones 37' · Wood 42' · Zusi 87' | 4−0(3−0) | Kostaryka | Soldier Field, Chicago Widzów: 39 642 Sędzia: Roddy Zambrano |
|                         |                                                                       |          |           |                                                              |

| 8 czerwca 2016 4:30 CET | Kolumbia · Bacca 12' · J.Rodríguez 30' | 2−1(2−0) | Paragwaj · 71' Víctor Ayala | Rose Bowl, Pasadena (Los Angeles) Widzów: 42 766 Sędzia: Héber Lopes |
|                         |                                        |          |                             |                                                                      |

| 12 czerwca 2016 1:00 CET | Stany Zjednoczone · Dempsey 27' | 1−0(1−0) | Paragwaj | Lincoln Financial Field, Filadelfia Widzów: 51 041 Sędzia: Julio Bascuñán |
|                          |                                 |          |          |                                                                           |

| 12 czerwca 2016 3:00 CET | Kolumbia · Fabra 7' · Moreno 73' | 2−3(1−2) | Kostaryka · Venegas 2' · Fabra 34' (sam.) · Borges 58' | NRG Stadium, Houston Widzów: 45 808 Sędzia: José Argote |
|                          |                                  |          |                                                        |                                                         |

### Grupa B
| Zespół   | Pkt | M | W | R | P | Br+ | Br− | +/− |
| -------- | --- | - | - | - | - | --- | --- | --- |
| Peru     | 7   | 3 | 2 | 1 | 0 | 4   | 2   | +2  |
| Ekwador  | 5   | 3 | 1 | 2 | 0 | 6   | 2   | +4  |
| Brazylia | 4   | 3 | 1 | 1 | 1 | 7   | 2   | +5  |
| Haiti    | 0   | 3 | 0 | 0 | 3 | 1   | 12  | -11 |

| 5 czerwca 2016 1:30 CET | Haiti | 0−1(0−0) | Peru · 61' Guerrero | CenturyLink Field, Seattle Widzów: 20 190 Sędzia: John Pitti |
|                         |       |          |                     |                                                              |

| 5 czerwca 2016 4:00 CET | Brazylia | 0−0 | Ekwador | Rose Bowl, Pasadena (Los Angeles) Widzów: 53 158 Sędzia: Julio Bascuñán |
|                         |          |     |         |                                                                         |

| 9 czerwca 2016 1:30 CET | Brazylia · Coutinho 14', 29', 90+2' · Renato Augusto 35', 86' · Gabriel 59' · Lucas Lima 67' | 7−1(3−0) | Haiti · 70' Marcelin | Citrus Bowl, Orlando Widzów: 28 241 Sędzia: Mark Geiger |
|                         |                                                                                              |          |                      |                                                         |

| 9 czerwca 2016 4:00 CET | Ekwador · E.Valencia 39' · Bolaños 48' | 2−2(1−2) | Peru · 5' Cueva · 13' Flores | University of Phoenix Stadium, Glendale Widzów: 11 937 Sędzia: Wilmar Roldán |
|                         |                                        |          |                              |                                                                              |

| 13 czerwca 2016 00:30 CET | Ekwador · E.Valencia 11' · J.Ayoví 20' · Noboa 57' · A.Valencia 78' | 4−0(2−0) | Haiti | MetLife Stadium, East Rutherford Widzów: 50 976 Sędzia: Gery Vargas |
|                           |                                                                     |          |       |                                                                     |

| 13 czerwca 2016 2:30 CET | Brazylia | 0−1(0−0) | Peru · Ruidíaz 75' | Gillette Stadium, Foxborough Widzów: 36 187 Sędzia: Andrés Cunha |
|                          |          |          |                    |                                                                  |

### Grupa C
| Zespół    | Pkt | M | W | R | P | Br+ | Br− | +/− |
| --------- | --- | - | - | - | - | --- | --- | --- |
| Meksyk    | 7   | 3 | 2 | 1 | 0 | 6   | 2   | +4  |
| Wenezuela | 7   | 3 | 2 | 1 | 0 | 3   | 1   | +2  |
| Urugwaj   | 3   | 3 | 1 | 0 | 2 | 4   | 4   | 0   |
| Jamajka   | 0   | 3 | 0 | 0 | 3 | 0   | 6   | -6  |

| 5 czerwca 2016 23:00 CET | Jamajka | 0−1(0−1) | Wenezuela · 15' Martinez | Soldier Field, Chicago Widzów: 25 560 Sędzia: Víctor Carrillo |
|                          |         |          |                          |                                                               |

| 6 czerwca 2016 2:00 CET | Meksyk · Á.Pereira 5' (sam.) · Márquez 85' · Herrera 90+2' | 3−1(1−0) | Urugwaj · 74' Godín | University of Phoenix Stadium, Glendale Widzów: 60 025 Sędzia: Enrique Cáceres |
|                         |                                                            |          |                     |                                                                                |

| 10 czerwca 2016 1:30 CET | Urugwaj | 0−1(0−1) | Wenezuela · 36' Rondón | Lincoln Financial Field, Filadelfia Widzów: 23 002 Sędzia: Patricio Loustau |
|                          |         |          |                        |                                                                             |

| 10 czerwca 2016 4:00 CET | Meksyk · Hernández 18' · Peralta 81' | 2−0(1−0) | Jamajka | Rose Bowl, Pasadena (Los Angeles) Widzów: 83 263 Sędzia: Wilton Sampaio |
|                          |                                      |          |         |                                                                         |

| 14 czerwca 2016 2:00 CET | Meksyk · J.M.Corona 80' | 1−1(0−1) | Wenezuela · Velázquez 10' | NRG Stadium, Houston Widzów: 67 319 Sędzia: Yadel Martínez |
|                          |                         |          |                           |                                                            |

| 14 czerwca 2016 4:00 CET | Urugwaj · Hernández 21' · Watson 66' (sam.) · Corujo 88' | 3−0(1−0) | Jamajka | Levi’s Stadium, Santa Clara Widzów: 40 166 Sędzia: Wilson Lamouroux |
|                          |                                                          |          |         |                                                                     |

### Grupa D
| Zespół    | Pkt | M | W | R | P | Br+ | Br− | +/− |
| --------- | --- | - | - | - | - | --- | --- | --- |
| Argentyna | 9   | 3 | 3 | 0 | 0 | 10  | 1   | +9  |
| Chile     | 6   | 3 | 2 | 0 | 1 | 7   | 5   | +2  |
| Panama    | 3   | 3 | 1 | 0 | 2 | 4   | 10  | -6  |
| Boliwia   | 0   | 3 | 0 | 0 | 3 | 2   | 7   | -5  |

| 7 czerwca 2016 1:00 CET | Panama · Pérez 11', 87' | 2−1(1−0) | Boliwia · 54' Arce | Citrus Bowl, Orlando Widzów: 13 466 Sędzia: Ricardo Montero |
|                         |                         |          |                    |                                                             |

| 7 czerwca 2016 4:00 CET | Argentyna · Di María 51' · Banega 59' | 2−1(0−0) | Chile · 90+3' Fuenzalida | Levi’s Stadium, Santa Clara Widzów: 69 451 Sędzia: Daniel Fedorczuk |
|                         |                                       |          |                          |                                                                     |

| 11 czerwca 2016 1:00 CET | Chile · Vidal 46', 90+10' (k.) | 2−1(0−0) | Boliwia · Campos 61' | Gillette Stadium, Foxborough Widzów: 19 392 Sędzia: Jair Marrufo |
|                          |                                |          |                      |                                                                  |

| 11 czerwca 2016 3:30 CET | Argentyna · Otamendi 7' · Messi 68', 78', 87' · Agüero 90' | 5−0(1−0) | Panama | Soldier Field, Chicago Widzów: 53 885 Sędzia: Joel Aguilar |
|                          |                                                            |          |        |                                                            |

| 15 czerwca 2016 2:00 CET | Chile · Vargas 15', 43' · Sánchez 50', 89' | 4−2(2−1) | Panama · Camargo 5' · Arroyo 75' | Lincoln Financial Field, Filadelfia Widzów: 27 260 Sędzia: Roddy Zambrano |
|                          |                                            |          |                                  |                                                                           |

| 15 czerwca 2016 4:00 CET | Argentyna · Lamela 13' · Lavezzi 15' · Cuesta 32' | 3−0(3−0) | Boliwia | CenturyLink Field, Seattle Widzów: 45 753 Sędzia: Víctor Carrillo |
|                          |                                                   |          |         |                                                                   |

## Faza pucharowa

### Drabinka
|  |                                |                   |                            |                          |       |                   |                              |                                            |                                            |                                            |             |       |       |
|  | Ćwierćfinał                    | Ćwierćfinał       | Ćwierćfinał                |                          |       | Półfinał          | Półfinał                     | Półfinał                                   |                                            |                                            | Finał       | Finał | Finał |
|  | Ćwierćfinał                    | Ćwierćfinał       | Ćwierćfinał                |                          |       | Półfinał          | Półfinał                     | Półfinał                                   |                                            |                                            | Finał       | Finał | Finał |
|  | 17 czerwca – CenturyLink Field |                   |                            |                          |       |                   |                              |                                            |                                            |                                            |             |       |       |
|  |                                |                   |                            |                          |       |                   |                              |                                            |                                            |                                            |             |       |       |
|  | Stany Zjednoczone              | Stany Zjednoczone | 2                          |                          |       |                   |                              |                                            |                                            |                                            |             |       |       |
|  | Stany Zjednoczone              | Stany Zjednoczone | 2                          | 22 czerwca – NRG Stadium |       |                   |                              |                                            |                                            |                                            |             |       |       |
|  | Ekwador                        | Ekwador           | 1                          |                          |       |                   |                              |                                            |                                            |                                            |             |       |       |
|  | Ekwador                        | Ekwador           | 1                          |                          |       | Stany Zjednoczone | Stany Zjednoczone            | 0                                          |                                            |                                            |             |       |       |
|  | 19 czerwca – Gillette Stadium  |                   |                            |                          |       | Stany Zjednoczone | Stany Zjednoczone            | 0                                          |                                            |                                            |             |       |       |
|  |                                |                   | Argentyna                  | Argentyna                | 4     |                   |                              |                                            |                                            |                                            |             |       |       |
|  | Argentyna                      | Argentyna         | Argentyna                  | Argentyna                | 4     | 4                 |                              |                                            |                                            |                                            |             |       |       |
|  | Argentyna                      | Argentyna         |                            |                          |       | 4                 | 27 czerwca – MetLife Stadium |                                            |                                            |                                            |             |       |       |
|  | Wenezuela                      | Wenezuela         | 1                          |                          |       |                   |                              |                                            |                                            |                                            |             |       |       |
|  | Wenezuela                      | Wenezuela         | 1                          |                          |       | Argentyna         | Argentyna                    | 0 (2)                                      |                                            |                                            |             |       |       |
|  | 18 czerwca – MetLife Stadium   |                   |                            |                          |       | Argentyna         | Argentyna                    | 0 (2)                                      |                                            |                                            |             |       |       |
|  |                                |                   | Chile                      | Chile                    | 0 (4) |                   |                              |                                            |                                            |                                            |             |       |       |
|  | Peru                           | Peru              | Chile                      | Chile                    | 0 (4) | 0 (2)             |                              |                                            |                                            |                                            |             |       |       |
|  | Peru                           | Peru              | 23 czerwca – Soldier Field |                          |       | 0 (2)             |                              |                                            |                                            |                                            |             |       |       |
|  | Kolumbia                       | Kolumbia          | 0 (4)                      |                          |       |                   |                              |                                            |                                            |                                            |             |       |       |
|  | Kolumbia                       | Kolumbia          | 0 (4)                      |                          |       | Kolumbia          | Kolumbia                     | 0                                          | o miejsce 3                                | o miejsce 3                                | o miejsce 3 |       |       |
|  | 19 czerwca – Levi’s Stadium    |                   |                            |                          |       | Kolumbia          | Kolumbia                     | 0                                          | o miejsce 3                                | o miejsce 3                                | o miejsce 3 |       |       |
|  |                                |                   | Chile                      | Chile                    | 2     |                   |                              | 26 czerwca – University of Phoenix Stadium | 26 czerwca – University of Phoenix Stadium | 26 czerwca – University of Phoenix Stadium |             |       |       |
|  | Meksyk                         | Meksyk            | Chile                      | Chile                    | 2     | 0                 |                              | 26 czerwca – University of Phoenix Stadium | 26 czerwca – University of Phoenix Stadium | 26 czerwca – University of Phoenix Stadium |             |       |       |
|  | Meksyk                         | Meksyk            |                            |                          |       |                   |                              | Stany Zjednoczone                          | Stany Zjednoczone                          | 0                                          |             |       |       |
|  | Chile                          | Chile             | 7                          |                          |       |                   |                              |                                            | Stany Zjednoczone                          | 0                                          |             |       |       |
|  | Chile                          | Chile             | 7                          |                          |       |                   |                              | Kolumbia                                   | Kolumbia                                   | 1                                          |             |       |       |
|  |                                |                   |                            |                          |       |                   |                              |                                            | Kolumbia                                   | 1                                          |             |       |       |

### Ćwierćfinały
| 17 czerwca 2016 3:30 CET | Stany Zjednoczone · Dempsey 22' · Zardes 65' | 2−1(1−0) | Ekwador · 74' Arroyo | CenturyLink Field, Seattle Widzów: 47 322 Sędzia: Wilmar Roldán |
|                          |                                              |          |                      |                                                                 |

| 18 czerwca 2016 2:00 CET         | Peru | 0−0 k. 2−4                               | Kolumbia | MetLife Stadium, East Rutherford Widzów: 79 194 Sędzia: Patricio Loustau |
|                                  |      |                                          |          |                                                                          |
|                                  |      | Rzuty karne                              |          |                                                                          |
| Ruidíaz · Tapia · Trauco · Cueva |      | Rodríguez · Cuadrado · D. Moreno · Pérez |          |                                                                          |

| 19 czerwca 2016 1:00 CET | Argentyna · Higuaín 8', 28' · Messi 60' · Lamela 71' | 4−1(2−0) | Wenezuela · 70' Rondon | Gillette Stadium, Foxborough Widzów: 59 183 Sędzia: Roberto García Orozco |
|                          |                                                      |          |                        |                                                                           |

| 19 czerwca 2016 4:00 CET | Meksyk | 0−7(0−2) | Chile · 16', 87' Puch · 44', 52', 57', 74' Vargas · 49' Sánchez | Levi’s Stadium, Santa Clara Widzów: 70 547 Sędzia: Héber Lopes |
|                          |        |          |                                                                 |                                                                |

### Półfinały
| 22 czerwca 2016 3:00 CET | Stany Zjednoczone | 0−4(0−2) | Argentyna · 3' Lavezzi · 32' Messi · 50', 86' Higuaín | NRG Stadium, Houston Widzów: 70 858 Sędzia: Enrique Cáceres |
|                          |                   |          |                                                       |                                                             |

| 23 czerwca 2016 2:00 CET | Kolumbia | 0−2(0−2) | Chile · 7' Aránguiz · 11' Fuenzalida | Soldier Field, Chicago Widzów: 55 423 Sędzia: Joel Aguilar |
|                          |          |          |                                      |                                                            |

### Mecz o 3. miejsce
| 26 czerwca 2016 2:00 CET | Stany Zjednoczone | 0−1(0−1) | Kolumbia · 31' Bacca | University of Phoenix Stadium, Glendale Widzów: 29 041 Sędzia: Daniel Fedorczuk |
|                          |                   |          |                      |                                                                                 |

### Finał
| 27 czerwca 2016 2:00 CET             | Argentyna | 0−0 k. 2−4(0−0)                                  | Chile | MetLife Stadium, East Rutherford Widzów: 82 026 Sędzia: Heber Lopes |
|                                      |           |                                                  |       |                                                                     |
|                                      |           | Rzuty karne                                      |       |                                                                     |
| Messi · Mascherano · Agüero · Biglia |           | Vidal · Castillo · Aránguiz · Beausejour · Silva |       |                                                                     |

## Klasyfikacja końcowa
| złoto                          | D | Chile             | 13 | 6 | 4 | 1 | 1 | 16 | 5  | +11 |
| srebro                         | D | Argentyna         | 16 | 6 | 5 | 1 | 0 | 18 | 2  | +16 |
| brąz                           | A | Kolumbia          | 10 | 6 | 3 | 1 | 2 | 7  | 6  | +1  |
| 4                              | A | Stany Zjednoczone | 9  | 6 | 3 | 0 | 3 | 7  | 8  | −1  |
| Wyeliminowane w ćwierćfinale   |   |                   |    |   |   |   |   |    |    |     |
| 5                              | B | Peru              | 8  | 4 | 2 | 2 | 0 | 4  | 2  | +2  |
| 6                              | C | Wenezuela         | 7  | 4 | 2 | 1 | 1 | 4  | 5  | −1  |
| 7                              | C | Meksyk            | 7  | 4 | 2 | 1 | 1 | 6  | 9  | −3  |
| 8                              | B | Ekwador           | 5  | 4 | 1 | 2 | 1 | 7  | 4  | +3  |
| Wyeliminowane w fazie grupowej |   |                   |    |   |   |   |   |    |    |     |
| 9                              | B | Brazylia          | 4  | 3 | 1 | 1 | 1 | 7  | 2  | +5  |
| 10                             | A | Kostaryka         | 4  | 3 | 1 | 1 | 1 | 3  | 6  | −3  |
| 11                             | C | Urugwaj           | 3  | 3 | 1 | 0 | 2 | 4  | 4  | 0   |
| 12                             | D | Panama            | 3  | 3 | 1 | 0 | 2 | 4  | 10 | −6  |
| 13                             | A | Paragwaj          | 1  | 3 | 0 | 1 | 2 | 1  | 3  | −2  |
| 14                             | D | Boliwia           | 0  | 3 | 0 | 0 | 3 | 2  | 7  | −5  |
| 15                             | C | Jamajka           | 0  | 3 | 0 | 0 | 3 | 0  | 6  | −6  |
| 16                             | B | Haiti             | 0  | 3 | 0 | 0 | 3 | 1  | 12 | −11 |

## Zdobywcy bramek
6 bramek
- Eduardo Vargas

5 bramek
- Lionel Messi

4 bramki
- Gonzalo Higuaín

3 bramki
- Philippe Coutinho
- Alexis Sánchez
- Clint Dempsey

2 bramki
- Erik Lamela
- Ezequiel Lavezzi
- Renato Augusto
- José Pedro Fuenzalida
- Edson Puch
- Arturo Vidal
- Enner Valencia
- Carlos Bacca
- James Rodríguez
- Blas Pérez
- Salomón Rondón

1 bramka
- Sergio Agüero
- Éver Banega
- Víctor Cuesta
- Ángel Di María
- Nicolás Otamendi
- Juan Carlos Arce Justiniano
- Jhasmani Campos
- Gabriel
- Lucas Lima
- Charles Aránguiz
- Michael Arroyo
- Jaime Ayoví
- Miler Bolaños
- Christian Noboa
- Antonio Valencia
- James Marcelin
- Frank Fabra
- Marlos Moreno
- Cristián Zapata
- Celso Borges
- Johan Venegas
- Jesús Manuel Corona
- Javier Hernández
- Héctor Herrera
- Rafael Márquez
- Oribe Peralta
- Abdiel Arroyo
- Miguel Camargo
- Víctor Ayala
- Christian Cueva
- Édison Flores
- Paolo Guerrero
- Raúl Ruidíaz
- Jermaine Jones
- Bobby Wood
- Gyasi Zardes
- Graham Zusi
- Mathías Corujo
- Diego Godín
- Abel Hernández
- Josef Martinez
- José Manuel Velázquez

Bramki samobójcze
- Frank Fabra (dla Kostaryki)
- Je-Vaughn Watson (dla Urugwaju)
- Álvaro Pereira (dla Meksyku)